# Jan Pekárek
Jan Pekárek, též Hanuš Pekárek (20. července 1883 Sendražice nebo Praha – 29. června 1942 Kobyliská střelnice), byl československý politik a meziválečný poslanec Národního shromáždění za Československou živnostensko-obchodnickou stranu středostavovskou, za okupace popraven nacisty.

## Biografie
Profesí byl nakladatelem a redaktorem. Bydlel v Praze. Byl propagátorem česko-jihoslovanských vztahů. Překládal z francouzštiny.
V letech 1937–1938 stál v čele zemského výboru živnostenské strany v Čechách.
V parlamentních volbách v roce 1925 se stal za Československou živnostensko-obchodnickou stranu středostavovskou poslancem Národního shromáždění. Mandát obhájil v parlamentních volbách v roce 1929 a parlamentních volbách v roce 1935. Poslanecké křeslo si oficiálně podržel do zrušení parlamentu roku 1939, přičemž v pomnichovské druhé republice přešel na podzim 1938 do poslaneckého klubu nově utvořené Strany národní jednoty.
Byl členem domácího odboje a za 2. stanného práva byl s manželkou a synem v jejich domě Na čihadle 839/4 na Hanspaulce zatčen a na Kobyliské střelnici v Praze. roce 1942 popraven zastřelením. Z pověření prezidenta republiky byl po válce v roce 1946 on, jeho žena Valerie (nar. 1885) a jeho syn René (nar. 1911), vyznamenání In memoriam čs. válečným křížem